# Hoshiko Yamane
Hoshiko "Hossie" Yamane (山根星子, Yamane Hoshiko; Osaka, 1981) is een Japanse violiste. 
Haar opleiding was zodanig dat zij voorbestemd was voor violiste binnen de klassieke muziek, maar zij breidde haar mogelijkheden uit naar de moderne muziek en later ook popmuziek. De opleiding begon in Osaka en aan de Universiteit voor de kunsten in Aichi, vervolgens begon ze een studie in Berlijn en later in Rostock. In 2009 startte ze een project met nieuwe dansmuziek (TANSIK) en even later maakte ze kennis met Tangerine Dream. Een ander project is de groep KiSeki met Jürgen Heidemann, een project met muziekinstrumenten van hout (Ki in de hoedanigheid van de viool) en steen (Seki met stenen). In 2011 was ze op tournee met Jane Birkin. In 2018 verscheen haar album Threads via het Nederlandse platenlabel Groove Unlimited.

## Discografie

### Tangerine Dream
Zie Tangerine Dream vanaf 2011 album: The Island of the Fay als gaste en Live at the Lowry als vast bandlid

### Solo
Downloadalbums en 
- 2018: Threads